# Chloridolum jeanvoinei
Chloridolum jeanvoinei là một loài bọ cánh cứng trong họ Cerambycidae.